# 2004 HK79
2004 HK79, também escrito como 2004 HK79, é um objeto transnetuniano que está localizado no Cinturão de Kuiper, uma região do Sistema Solar. Este corpo celeste é classificado como um cubewano. Ele possui uma magnitude absoluta de 6,9 e tem um diâmetro estimado com 183 km.

## Descoberta
2004 HK79 foi descoberto no dia 26 de abril de 2004 pelo astrônomo B. Gladman.

## Órbita
A órbita de 2004 HK79 tem uma excentricidade de 0,083 e possui um semieixo maior de 44,137 UA. O seu periélio leva o mesmo a uma distância de 40,477 UA em relação ao Sol e seu afélio a 47,797 UA.